# Pulitzer-Preis 1949
Der Pulitzer-Preis 1949 war die 33. Verleihung des renommierten US-amerikanischen Literaturpreises. Es wurden Preise in 13 Kategorien im Bereich Journalismus und dem Bereich Literatur, Theater und Musik vergeben.
Die Jury des Pulitzer-Preises bestand aus 16 Personen, unter anderem Joseph Pulitzer, Sohn des Pulitzer-Preis-Stifters und Herausgeber des St. Louis Post-Dispatch und Dwight D. Eisenhower, Präsident der Columbia-Universität.

## Preisträger
| Kategorie                                           | Preisträger                             | Begründung |
| --------------------------------------------------- | --------------------------------------- | --- |
| Dienst an der Öffentlichkeit (Public Service)       | Nebraska State Journal                  | Preis verliehen für die Kampagne Nebraska All-Star Primary. |
| Lokale Berichterstattung (Local Reporting)          | Malcolm Johnson, New York Sun           | Preis verliehen für seine Serie von 24 Artikeln mit dem Titel Crime on the Waterfront. |
| Berichterstattung im Inland (National Reporting)    | C. P. Trussell, The New York Times      | Preis verliehen für seine landesweite Berichterstattung. |
| Auslandsberichterstattung (International Reporting) | Price Day, The Baltimore Sun            | Preis verliehen für seine zwölfteilige Artikelserie Experiment in Freedom: India and Its First Year of Independence (dt. Experimente in Freiheit: Indien und das erste Jahr der Unabhängigkeit). |
| Leitartikel (Editorial Writing)                     | Herbert Elliston, The Washington Post   | Preis verliehen für die Leitartikel im Laufe des Jahres. |
| Leitartikel (Editorial Writing)                     | John H. Crider, The Boston Herald       | Preis verliehen für die Leitartikel im Laufe des Jahres. |
| Karikatur (Editorial Cartooning)                    | Lute Pease, Newark Evening News         | Preis verliehen für Who me? |
| Fotografie (Photography)                            | Nathaniel Fein, New York Herald-Tribune | Preis verliehen für die Fotografie Babe Ruth Bows Out. |

| Kategorie                                                   | Preisträger                                                                     |
| ----------------------------------------------------------- | ------------------------------------------------------------------------------- |
| Belletristik (Fiction)                                      | Guard of Honor von James Gould Cozzens                                          |
| Theater (Drama)                                             | Death of a Salesman (dt. Titel: Tod eines Handlungsreisenden) von Arthur Miller |
| Geschichte (History)                                        | The Disruption of American Democracy von Roy Franklin Nichols                   |
| Biographie oder Autobiographie (Biography or Autobiography) | Roosevelt and Hopkins (dt. Titel: Roosevelt und Hopkins) von Robert E. Sherwood |
| Dichtung (Poetry)                                           | Terror and Decorum von Peter Viereck                                            |
| Musik (Music)                                               | Musik für den Film Louisiana-Legende von Virgil Thomson                         |